# Extreme Warfare Revenge
Extreme Warfare Revenge è un videogioco per computer freeware, programmato da Adam Ryland e aggiornabile tramite pacchetti gratuiti. Programmato in Visual Basic, è il titolo più diffuso della serie Extreme Warfare.

## Modalità di gioco
Extreme Warfare Revenge è un videogioco manageriale di Wrestling, si basa sul dirigere una federazione di pro wrestling e farla diventare campione in ascolti. Possiamo scegliere tra moltissime federazioni personalizzabili con l'editor, tra cui WWE, TNA, CZW e molte altre.
Il gioco si svolge in una schermata di pulsanti e scritte, senza grafica o wrestler, troviamo nella schermata le voci che ci fanno ingaggiare wrestler, firmare contratti con sponsor, assumere staff e controllare il bilancio della federazione.
Se apriamo un contratto con un network televisivo, possiamo fare degli show settimanali nei quali far lottare i nostri wrestler, decidendo l'esito del match.

## Aggiornamenti
Sul web e sui forum, è possibile reperire aggiornamenti amatoriali, che non modificano la struttura del gioco, ma aggiungono Wrestler alle federazioni e altri particolari.